# Rink hockey club de Lyon
Maillots
Actualités
Le Rink hockey club de Lyon, ou RHC Lyon est l'un des clubs de sports sur patins à roulettes de la ville de Lyon, France.

## Historique
Club fondé en 1983, par Jacky Avondo, ce dernier le présidera durant 33 ans. Le club est dans un premier temps implanté dans le sixième arrondissement de Lyon. C'est sur la piste situé en face du lycée du Parc que les premiers succès du club fleurirons avec entre autres le titre de champion de France N3. 
Avec l'ascension au Championnat  N2 a l'échelon nationale, le club n'a d'autre choix que de changer de piste et de s'envoler à la Duchère pour profiter d'un piste qui est dans un premier temps couverte, puis fermée. C'est dans cette enceinte, que le club connaitra ses plus récents succès et formera les joueurs de l'équipe actuelle de Nationale 1.
Bien qu'évoluant au plus haut-niveau, le club a des difficultés à rivaliser avec les clubs bretons.

## Infrastructures
Les joueurs évoluent dans la halle rue Andrei Sakharov. La piste est qualifiée de difficile par les équipes adverses.

## Palmarès

### Équipes senior
- Champion de France seniors de N2 en 1992
- Champion de France seniors de N3 en 1991
- Vice-Champion de France de N2 en 2006
- 3e du Championnat de France de N2 en 2003, 2004
- Participation à la coupe d'Europe CERS 2014, 2015, 2019

### Équipes jeunes
- Champion de France juniors : 1992, 2007
- Champion de France cadets : 1990, 2005
- Champion de France benjamins : 2001
- Champion de France U13 : 2011
- Vainqueur de la coupe de France des régions en 1990 (cadets), 1988 et 1992 (juniors), 2003 (féminines espoirs)

## Joueurs du club

### Équipe senior 2014-2015
| Nom                   | Poste           | Nationalité sportive | Sélections | Arrivé en     | Club précédent                 |
| Pedro Canhamello      | Gardien         | Brésil               | -          | 2015          | Ceara Sporting Club (Brésil)   |
| Lilian Debouver       | Gardien         | France               | France U20 |               |                                |
| Omar Nedder           | Joueur de champ | France               | France A   | Formé au club | SCRA Saint-Omer                |
| Maé Brenas            | Joueur de champ | France               | France U20 | 2012          | RCK Seynod (D3 française)      |
| Aymed Baka            | Joueur de champ | France               | -          | Formé au club | -                              |
| Pablo Anon Suarez     | Joueur de champ | Espagne              | -          | 2015          | Hockey Club Liceo de La Coruña |
| Alberto Bodelon Perez | Joueur de champ | Espagne              | -          | 2015          | Hockey Club Liceo de La Coruña |

Coach:  Gregory Avondo

### Anciens joueurs
Grégory Avondo, Jacky Avondo, Jérôme Bergon, Bergon Nicolas, Yvan Block, Youcef Bouhafs, Jean-Christophe Briguet, Hervé Brunel, Enrique Cedeira, Damien Keita, Marc Devaux, Richard Tripier, Cédric Urban, Budry Olivier Bruno (CH)

### Anciens entraîneurs
- Avondo Jacky
- Avondo Grégory